# Robert Arfwedson
Robert August Arfwedson i riksdagen kallad Arfwedson i Åstorp, född 1 november 1831 i Näshulta socken, Södermanlands län, död där 27 november 1900, var en svensk godsägare och riksdagspolitiker.
Arfwedson var ägare till godset Åstorp i Näshulta socken. Som riksdagsman var han ledamot av andra kammaren.